# Tachina interclusa
Tachina interclusa är en tvåvingeart som beskrevs av Walker 1853. Tachina interclusa ingår i släktet Tachina och familjen parasitflugor. Inga underarter finns listade i Catalogue of Life.